# نولان كروي الأوراق
نولان كروي الأوراق (الاسم العلمي:Nolana sphaerophylla) هو نوع نباتي يتبع جنس النولان من فصيلة الباذنجانية.